# Olympia (2015)
Pour les articles homonymes, voir Olympia.
Albums de Mireille Mathieu
Mireille Mathieu à Moscou
(1987)
Olympia est un double album live de la chanteuse française Mireille Mathieu sorti le 2 mars 2015. Ce double CD contient les premiers concerts de Mireille à l'Olympia en tête d'affiche enregistrés en décembre 1967 et en décembre 1969. Le concert enregistré en décembre 1967 était déjà sorti en format 33 tours en janvier 1968 mais le second concert reste quant à lui, inédit jusqu'à aujourd'hui.

## Chansons de la compilation
| 1.                              | Paris en colère                                                           | Maurice Vidalin, Maurice Jarre                                                                                                | 3:09 |
| 2.                              | Quand on revient                                                          | André Pascal, Paul Mauriat | 2:35 |
| 3.                              | Nous on s'aimera                                                          | Frank Gérald, Claude Bolling                                                                                                  | 1:59 |
| 4.                              | Celui qui m'aimera                                                        | Eddy Marnay, Paul Mauriat | 2:41 |
| 5.                              | Mon copain Pierrot                                                        | J. Broussolle, Sacha Distel, G. Gustin                                                                                        | 2:42 |
| 6.                              | Ecoute ce cri                                                             | Pierre Delanoé, André Livernaux                                                                                               | 2:31 |
| 7.                              | La Dernière Valse                                                         | Hubert Ithier, Les Reed | 3:10 |
| 8.                              | A cœur perdu                                                              | J. Demarny, A. Borly | 2:40 |
| 9.                              | Ce soir, ils vont s'aimer                                                 | Pierre André Dousset, Christian Gaubert                                                                                       | 1:52 |
| 10.                             | J'ai gardé l'accent                                                       | Gaston Bonheur, Jean Bernard                                                                                                  | 3:34 |
| 11.                             | Quand fera-t-il jour camarade                                             | Gaston Bonheur, Paul Mauriat                                                                                                  | 2:34 |
| 12.                             | Présentation orchestre                                                    | / | 0:54 |
| 13.                             | Ma Pomme                                                                  | Gaston Fronsac, Charles Borel-Clerc,                                                                                          | 2:24 |
| 14.                             | Quand on pense à l'amour                                                  | Jacques Demarny, R. Arny | 2:35 |
| 15.                             | Mon credo                                                                 | André Pascal, Paul Mauriat | 3:53 |
| 16.                             | Dans la maison des chansons                                               | G. Calvi, R. Dhery | 3:22 |
| 17.                             | La Première Étoile                                                        | André Pascal, Paul Mauriat | 3:16 |
| 18.                             | La chanson de mon bonheur                                                 | Charles Level, Gaston Costa                                                                                                   | 2:21 |
| 19.                             | La valse bleue                                                            | Jean Dréjac, Éric Charden | 2:39 |
| 20.                             | Mon amour me revient                                                      | André Pascal, Paul Mauriat | 2:51 |
| 21.                             | Pierre, Paul et Compagnie                                                 | Hubert Ithier, J. Baird | 2:20 |
| 22.                             | Il pleut toujours quand on est triste                                     | Pierre André Dousset, Francis Lai                                                                                             | 2:52 |
| 23.                             | Monsieur Lilas                                                            | Frank Gérald, Charles Bolling                                                                                                 | 2:36 |
| 24.                             | L'aveugle                                                                 | S. Saguy, Folklore | 3:11 |
| 25.                             | J'ai gardé l'accent                                                       | Gaston Bonheur, Paul Mauriat                                                                                                  | 3:34 |
| 26.                             | Toi, moi, nous                                                            | Jean Renard | 3:59 |
| 27.                             | La parade des chapeaux melons                                             | L. Rimels, Henri Salvador | 3:48 |
| 28.                             | Madame Maman                                                              | Louis Amade, Francis Lai | 3:26 |
| 29.                             | Vivre pour toi                                                            | Pierre André Dousset, Christian Gaubert                                                                                       | 4:30 |
| 30.                             | Medley (Mon credo, Qu'elle est belle, La Dernière Valse, Paris en colère) | André Pascal, Paul Mauriat, René Ahlert, Pierre Delanoé, Eddy Snyder, Hubert Ithier, Les Reed, Maurice Vidalin, Maurice Jarre | 4:57 |
| 31.                             | L'amour de Paris                                                          | Hubert Ithier, Christian Bruhn                                                                                                |      |
| 1 heures 33 minutes 11 secondes |                                                                           | |      |

## Classements
| Pays              | Meilleure position | Certification | Ventes |
| ----------------- | ------------------ | ------------- | ------ |
| France            | 99                 |               |        |
| Belgique Wallonie | 163                |               |        |